# Dog Creek
Dog Creek est une communauté située dans la province de la Colombie-Britannique, dans la région de Cariboo.